# آنتونیو بلاویستا
آنتونیو بلاویستا (انگلیسی: Antonio Bellavista؛ زادهٔ ۱۹ نوامبر ۱۹۷۷) بازیکن فوتبال اهل ایتالیا است.
از باشگاه‌هایی که در آن بازی کرده‌است می‌توان به باشگاه فوتبال هلاس ورونا، باشگاه فوتبال باری، و باشگاه فوتبال پیستویزه اشاره کرد.